# Pedro de Alcántara Téllez-Girón y Alfonso-Pimentel

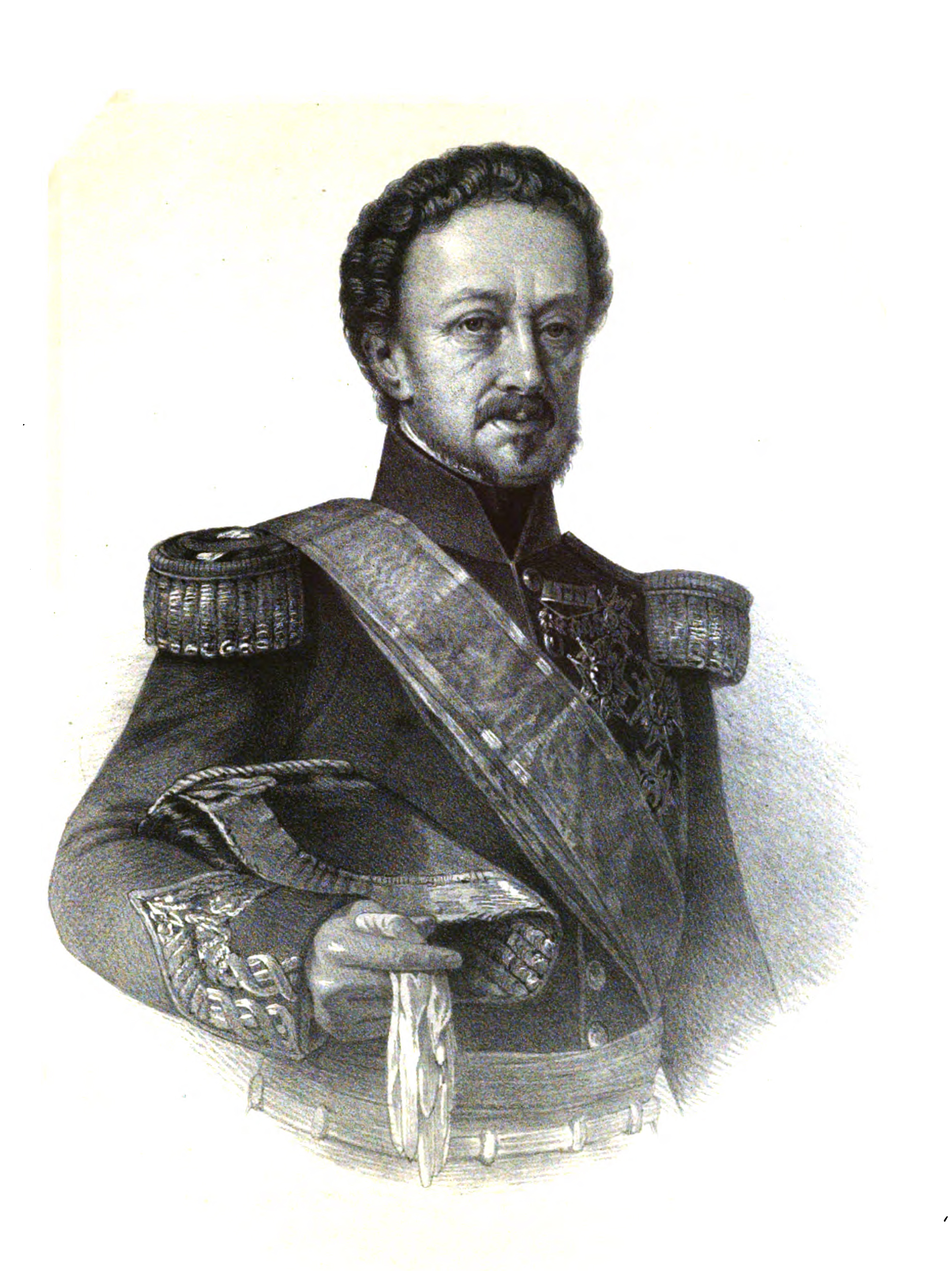
Pedro Téllez Girón, marques de Javalquinto, príncipe de Anglona

Pedro de Alcántara Téllez-Girón y Alfonso-Pimentel, príncipe de Anglona, marqués de Javalquinto, de Vera e de Villadarias e príncipe de Santo Mauro (Quiruelas, Zamora, 1776 - Madrid, 1851), foi um militar espanhol que participou na Guerra Peninsular, e director do Museu do Prado entre  1820 a 1823. Foi capitão-geral da ilha de Cuba entre 1849-41.
Era filho de Pedro de Alcántara Téllez-Girón, 9.º duque de Osuna, e de Josefa Alfonso-Pimentel, condesa-duquesa de Benavente.